# Tom McCollum
Thomas "Tom" McCollum, född 7 december 1989, är en amerikansk professionell ishockeymålvakt som tillhör NHL-laget Nashville Predators och spelar för deras farmarlag Milwaukee Admirals i AHL.
Han har tidigare spelat på NHL-nivå för Detroit Red Wings och på lägre nivåer för Grand Rapids Griffins, Charlotte Checkers och Stockton Heat i AHL, Adirondack Thunder och Toledo Walleye i ECHL samt Guelph Storm och Brampton Battalion i OHL.
McCollum draftades i första rundan i 2008 års draft av Detroit Red Wings som 30:e spelare totalt.